# Linia kolejowa nr 251 (D29-1971)
Linia kolejowa nr 251 (D29-1971) rozpoczynała swój bieg na stacji Nowy Świętów, położonej na linii kolejowej nr 137 Katowice – Legnica, natomiast jej koniec umiejscowiony był na stacji Sławniowice Nyskie. Była to linia jednotorowa, o szerokości torów 1435 mm, niezelektryfikowana. Linia na całym odcinku była położona na terenie województwa opolskiego.
Obecnie linia jest nieczynna, a tory jej zostały częściowo rozebrane.

## Historia linii
- 15 listopada 1894 roku – otwarcie linii,
- 1 stycznia 1961 roku – zamknięcie linii dla ruchu osobowego i towarowego,
- 1 stycznia 1987 roku – decyzja o likwidacji i rozbiórka linii.

Według pierwotnych planów linia ta miała być przez kkStB (C.K. Austriackie Koleje Państwowe) przedłużona, i przez przejście graniczne w Velkich Kuněticach, miała łączyć się na stacji w Písečnej, z linią Lipová-lázně – Jesenik – Mikulowice. Jednakże wobec otwarcia w 1911 roku linii Vidnava – Kałków – Nysa, mimo udzielonej koncesji na budowę, zrezygnowano z jej przedłużenia.